# Batote
Batote (o Batoti) è una città dell'India di 3.733 abitanti, situata nel distretto di Doda, nel territorio del Jammu e Kashmir. In base al numero di abitanti la città rientra nella classe VI (meno di 5.000 persone).

## Geografia fisica
La città è situata a 33° 6' 0 N e 75° 19' 0 E e ha un'altitudine di 2.006 m s.l.m..

## Società

### Evoluzione demografica
Al censimento del 2001 la popolazione di Batote assommava a 3.733 persone, delle quali 2.054 maschi e 1.679 femmine. I bambini di età inferiore o uguale ai sei anni assommavano a 291, dei quali 155 maschi e 136 femmine. Infine, coloro che erano in grado di saper almeno leggere e scrivere erano 2.643, dei quali 1.583 maschi e 1.060 femmine.